# Orden del Mérito de la FIFA
La Orden del Mérito de la FIFA es la más alta distinción concedida por la Federación Internacional de Fútbol Asociación (FIFA), y es otorgada a personas o instituciones consideradas como de especial relevancia en su contribución al fútbol. Se entregan desde 1988 y son otorgados por aprobación de los representantes en el «Congreso Anual de la FIFA».
En 2004, coincidiendo con el centenario de FIFA (1904-2004), se otorgaron varias de estas distinciones agrupadas como (Centennial Awards), durante la ceremonia de apertura del «54 Congreso de la FIFA», celebrado en la ciudad donde fue fundada la organización en 1904, París, Francia.

## Galardonados

### Clubes
| Galardonado                | Año  | País       | Notas                     |
| -------------------------- | ---- | ---------- | ------------------------- |
| Sheffield Football Club    | 2004 | Inglaterra | Premio Centenario en 2004 |
| Real Madrid Club de Fútbol | 2004 | España     | Premio Centenario en 2004 |

### Futbolistas

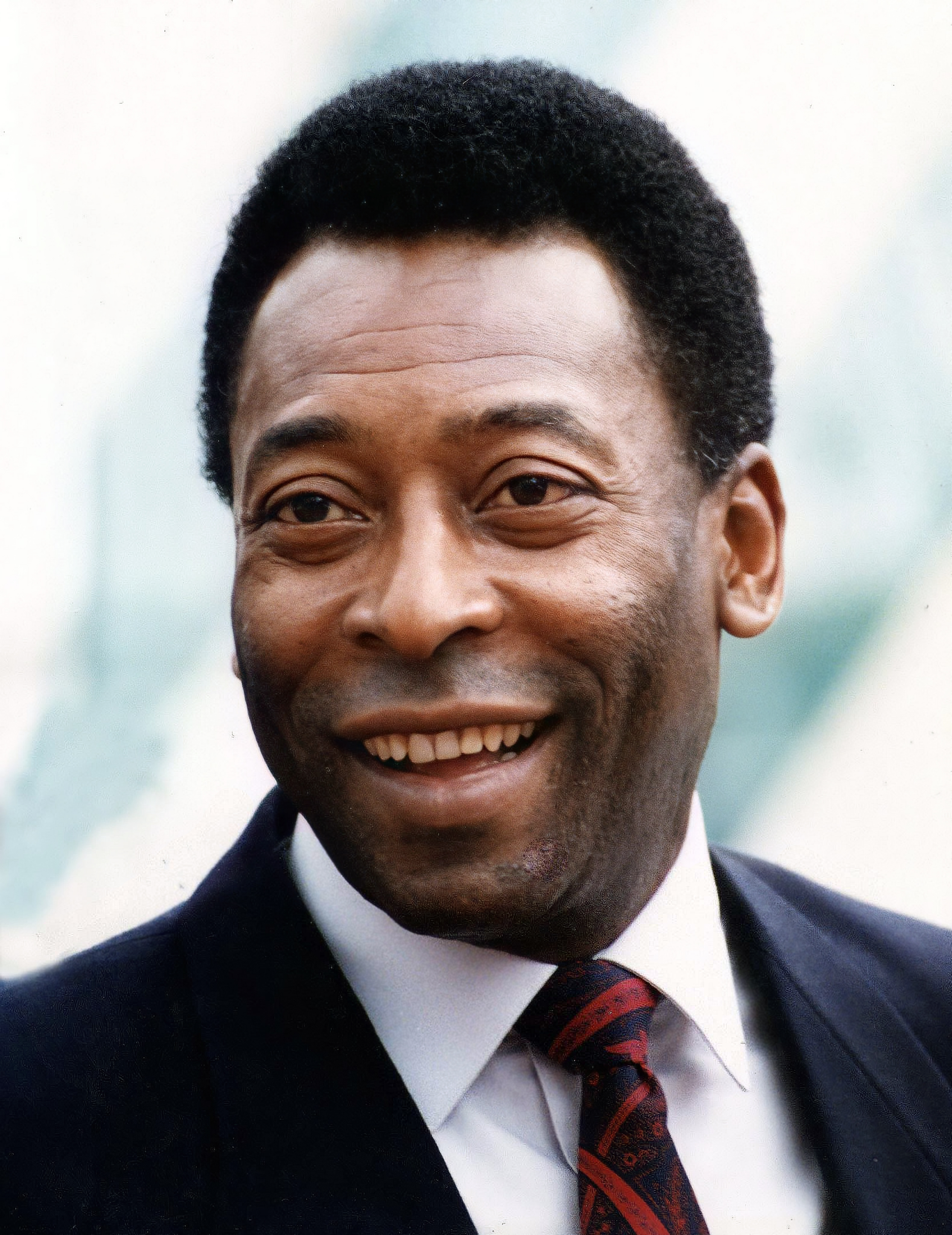
Pelé fue nombrado Atleta del Siglo por el Comité Olímpico Internacional en 1999.

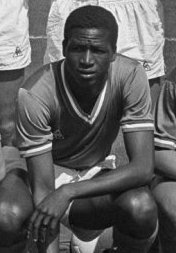
Salif Keïta el primer africano galardonado.

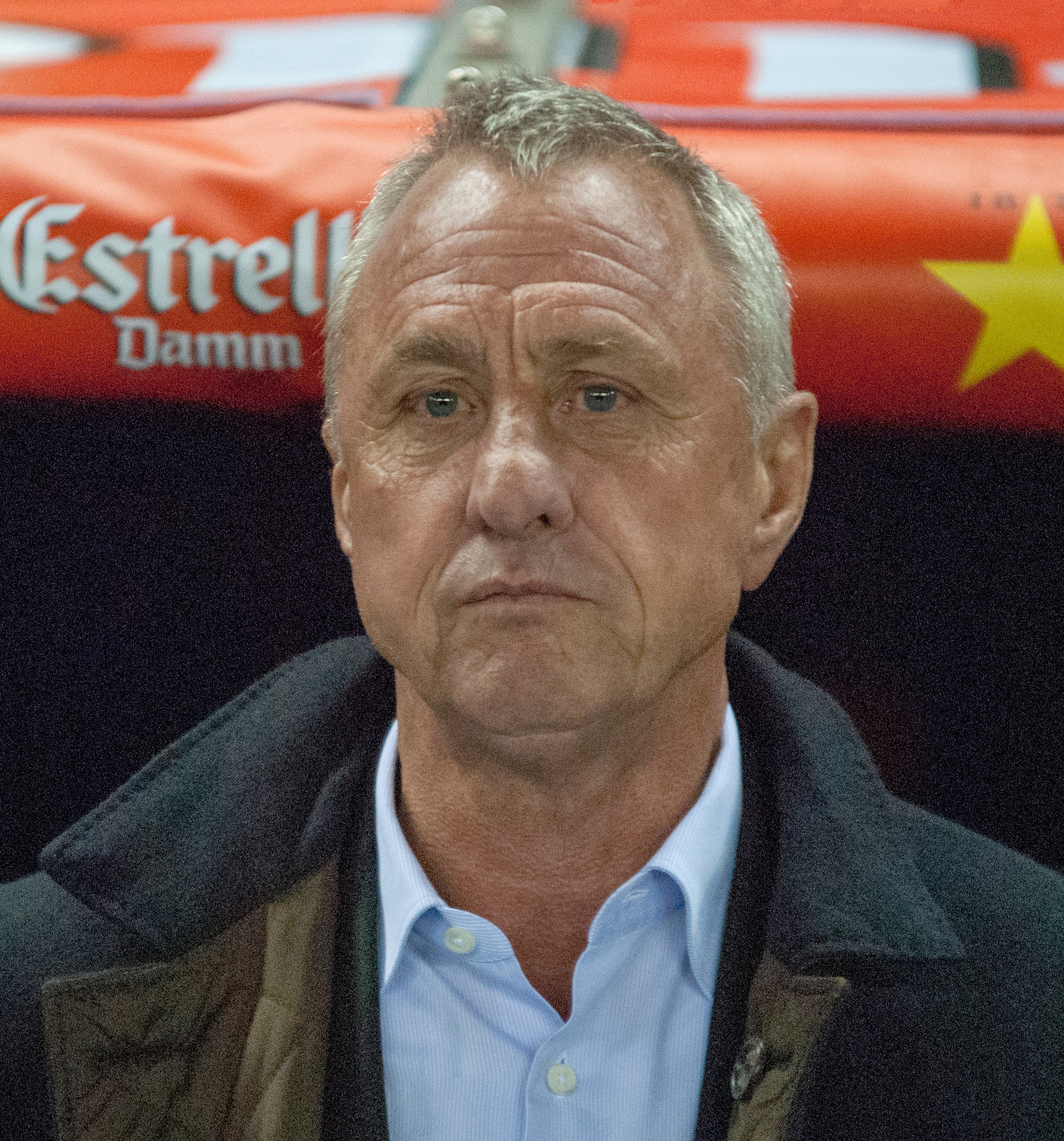
Johan Cruyff fue galardonado por su contribución como jugador y como entrenador.

| Galardonado           | Año        | Nacionalidad    | Notas                     |
| --------------------- | ---------- | --------------- | ------------------------- |
| Franz Beckenbauer     | 1984, 2004 | Alemania        | Premio Centenario en 2004 |
| Bobby Charlton        | 1984       | Inglaterra      |                           |
| Pelé                  | 1984, 2004 | Brasil          | Premio Centenario en 2004 |
| Dino Zoff             | 1984       | Italia          |                           |
| Lev Yashin            | 1988       | Unión Soviética |                           |
| Antonio Carbajal      | 1992       | México          |                           |
| Stanley Matthews      | 1992       | Inglaterra      |                           |
| Francisco Varallo     | 1994       | Argentina       |                           |
| Alfredo Di Stefano    | 1994       | Argentina       |                           |
| Fritz Walter          | 1994       | Alemania        |                           |
| Ferenc Puskás         | 1994       | Hungría         |                           |
| Eusébio               | 1994       | Portugal        |                           |
| Just Fontaine         | 1994       | Francia         |                           |
| Gunn Nyborg           | 1994       | Noruega         |                           |
| Obdulio Varela        | 1994       | Uruguay         |                           |
| Zico                  | 1996       | Brasil          |                           |
| Bobby Moore           | 1996       | Inglaterra      |                           |
| Salif Keïta           | 1996       | Mali            |                           |
| Michelle Akers        | 1998       | Estados Unidos  |                           |
| Larbi Benbarek        | 1998       | Marruecos       |                           |
| Gilmar                | 1998       | Brasil          |                           |
| Gerd Müller           | 1998       | Alemania        |                           |
| Ivan Toplak           | 2000       | Eslovenia       |                           |
| David Kipiani         | 2002       | Georgia         |                           |
| Pradip Kumar Banerjee | 2004       | India           | Premio Centenario en 2004 |
| Lee Ramoon            | 2004       | Islas Caimán    |                           |
| Paolo Maldini         | 2008       | Italia          |                           |
| Johan Cruyff          | 2010       | Países Bajos    |                           |
| Steve Sumner          | 2010       | Nueva Zelanda   | Premio Centenario en 2004 |
| Alcides Ghiggia       | 2010       | Uruguay         |                           |

### Entrenadores

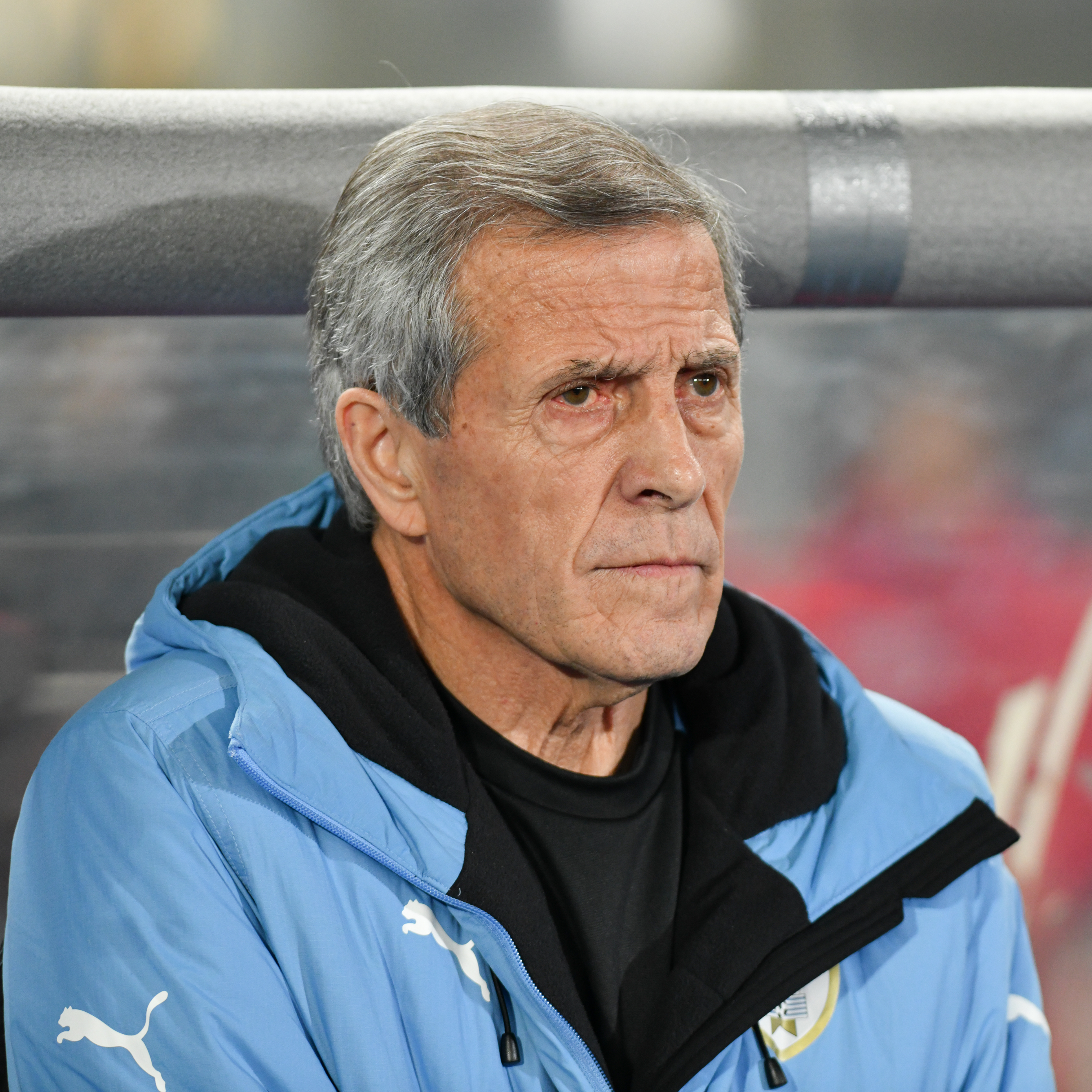
Óscar Tabárez es la última persona galardonada con la Orden del Mérito de la FIFA por sus contribuciones como entrenador.

| Galardonado         | Año        | Nacionalidad | Notas                     |
| ------------------- | ---------- | ------------ | ------------------------- |
| Franz Beckenbauer*  | 1984, 2004 | Alemania     | Premio Centenario en 2004 |
| Helmut Schön        | 1984       | Alemania     |                           |
| Mário Zagallo       | 1992       | Brasil       |                           |
| Karl Heinz Weigang  | 1998       | Alemania     |                           |
| Miljan Miljanić*    | 2002       | Serbia       |                           |
| Valeriy Lobanovskyi | 2003       | Ucrania      |                           |
| Sein Hlaing         | 2004       | Birmania     |                           |
| Bobby Robson        | 2009       | Inglaterra   | Premio Esmeralda          |
| Kazimierz Górski*   | 2006       | Polonia      |                           |
| Nodar Akhalkatsi    | 2008       | Georgia      |                           |
| Johan Cruijff*      | 2010       | Países Bajos |                           |
| Winston Chung Fah   | 2012       | Jamaica      |                           |
| Óscar Tabárez       | 2012       | Uruguay      |                           |

### Árbitros
| Galardonado          | Año  | Nacionalidad    |  |
| -------------------- | ---- | --------------- |  |
| Stanley Rous         | 1984 | Inglaterra      |  |
| Nikolay Latyshev     | 1987 | Unión Soviética |  |
| Thomas Wharton       | 1992 | Escocia         |  |
| Farouk Bouzo         | 1996 | Siria           |  |
| Javier Arriaga Muñiz | 1996 | México          |  |
| Nando Álvarez        | 2005 | Filipinas       |  |
| Hari Raj Naicker     | 2012 | Fiyi            |  |

### Dirigentes futbolísticos

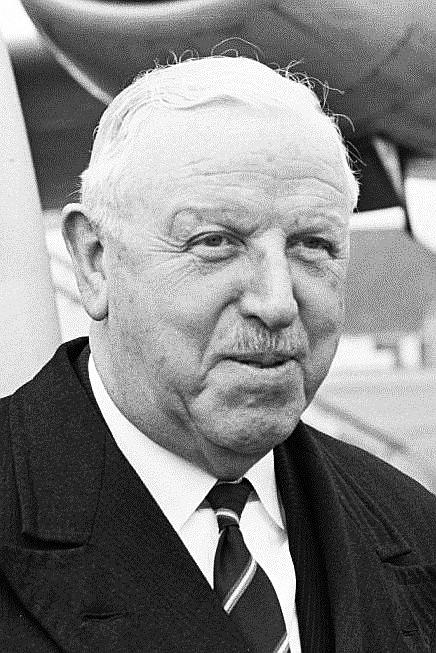
El sexto presidente de la FIFA, Stanley Rous, también se desempeñaba como árbitro internacional.

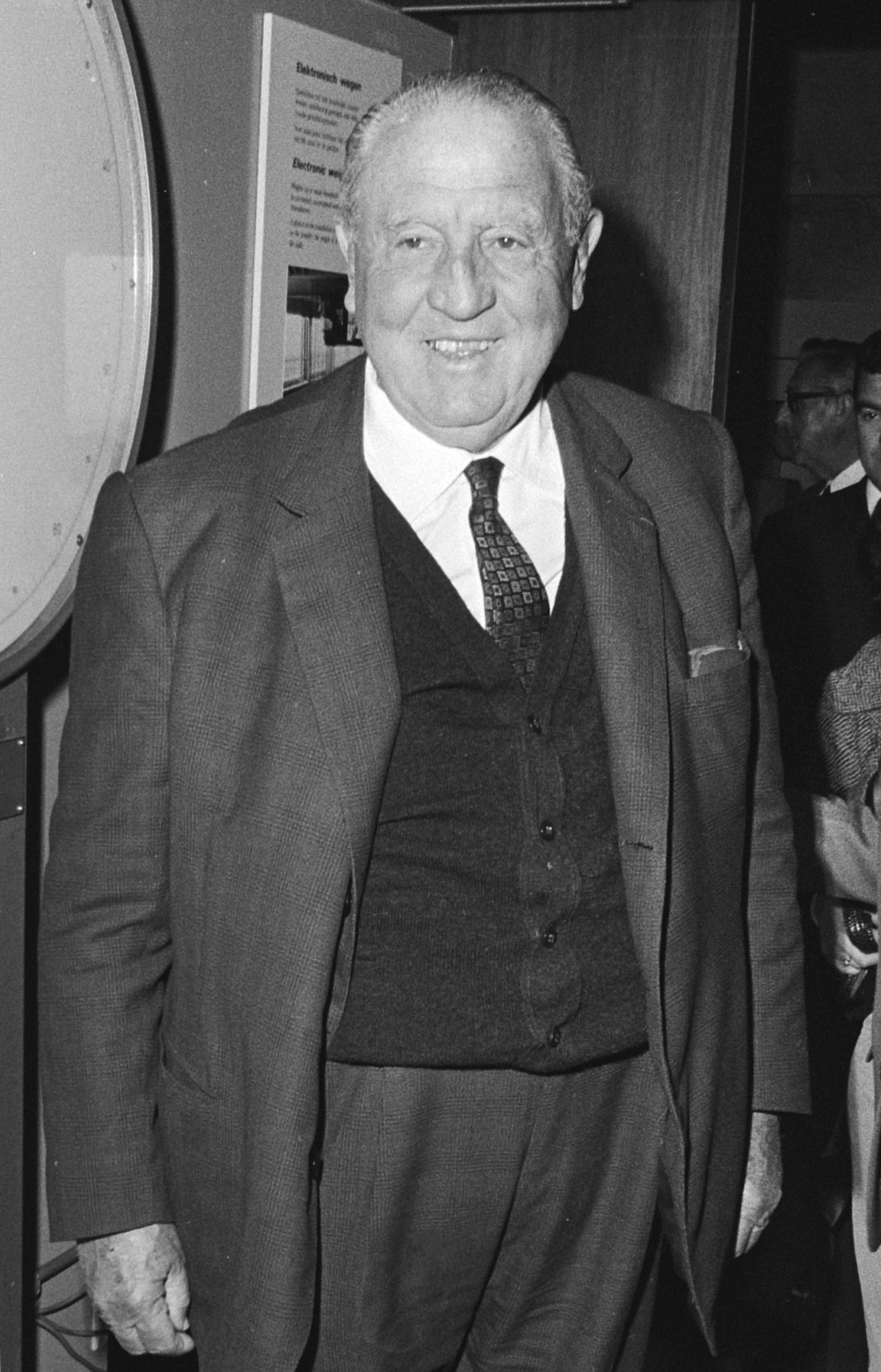
En general, se considera que Santiago Bernabéu es el jugador al que se le atribuye gran parte del mérito por transformar al Real Madrid CF en el club de fútbol más exitoso de España y de Europa.

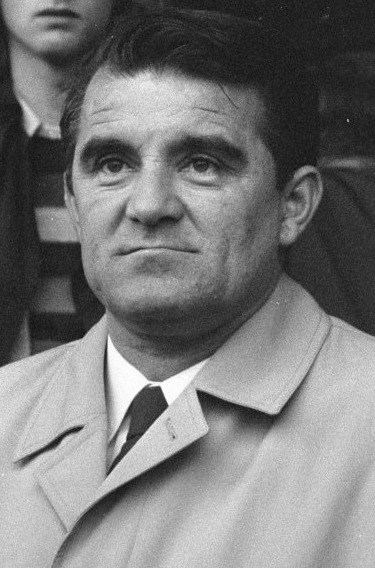
Miljan Miljanić recibió el premio póstumamente por sus contribuciones como entrenador y presidente de la Federación de Fútbol de Yugoslavia/Serbia.

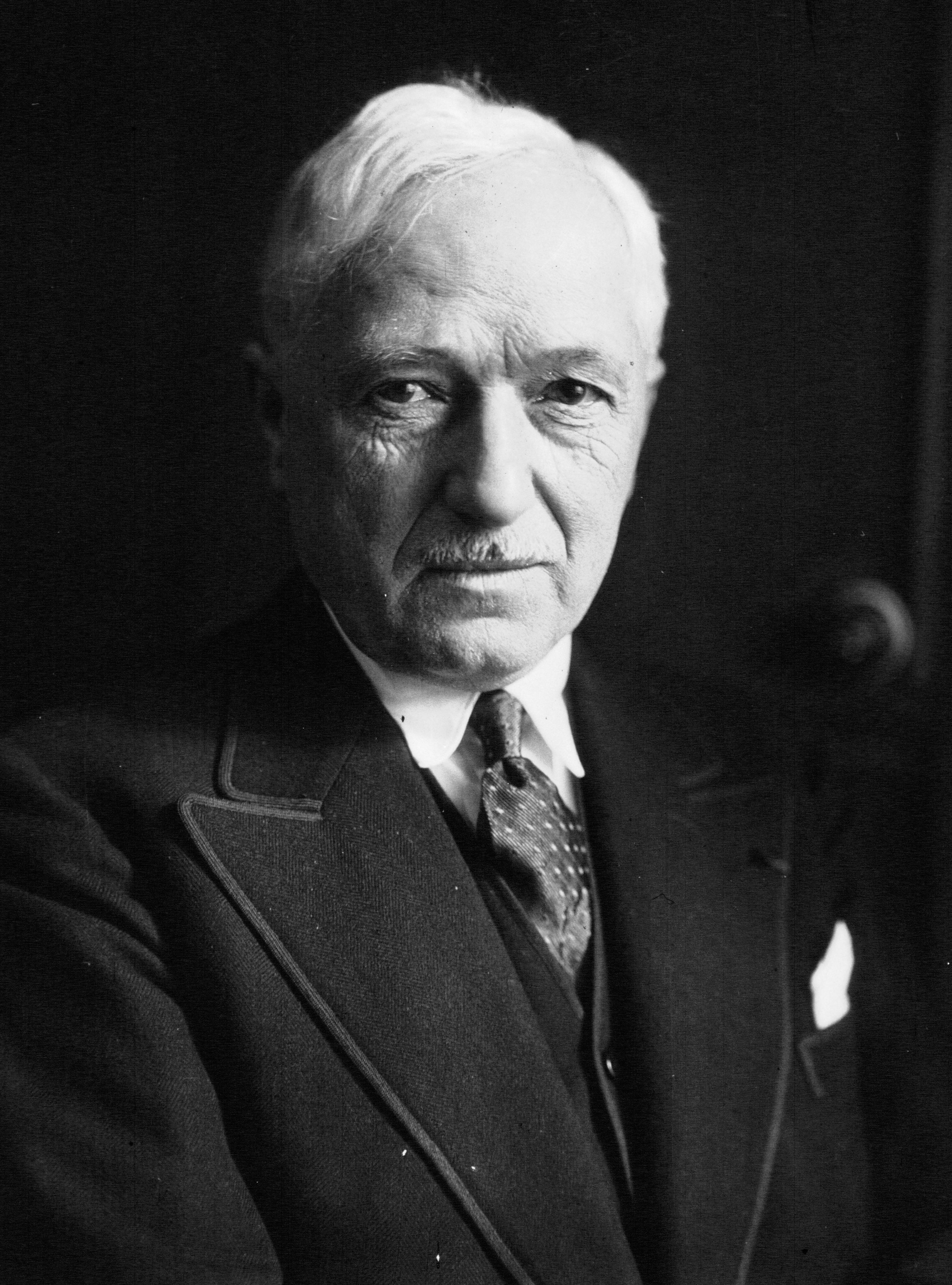
Jules Rimet es el presidente de la FIFA con más años en el cargo y el iniciador de la primera Copa Mundial de la FIFA.

| Galardonado                      | Año  | Nacionalidad    | Notas                     |
| -------------------------------- | ---- | --------------- | ------------------------- |
| Stanley Rous*                    | 1984 | Inglaterra      |                           |
| Mihajlo Andrejević               | 1984 | Yugoslavia      |                           |
| Paulo Machado de Carvalho        | 1987 | Brasil          |                           |
| Ferdinand Hidalgo                | 1987 | Ecuador         |                           |
| Teófilo Salinas Fuller           | 1987 | Perú            |                           |
| Marat Gramov                     | 1987 | Unión Soviética |                           |
| João Lyra Filho                  | 1988 | Brasil          |                           |
| Pedro Escartín                   | 1988 | España          |                           |
| Yidnekatchew Tessema             | 1988 | Etiopía         |                           |
| K. Ziauddin                      | 1992 | India           |                           |
| Shizuo Fujita                    | 1992 | Japón           |                           |
| Juan José Russo                  | 1992 | Argentina       |                           |
| Abdel Aziz Mostafa               | 1992 | Egipto          |                           |
| Arthur George                    | 1994 | Australia       |                           |
| Chen Chengda                     | 1994 | China           |                           |
| Abdel Halim Muhammad             | 1994 | Sudán           |                           |
| Gene Edwards                     | 1994 | Estados Unidos  |                           |
| Vitali Smirnov                   | 1995 | Rusia           |                           |
| Maurice Burlaz                   | 1996 | Francia         |                           |
| Henry Fok                        | 1998 | Hong Kong       |                           |
| Julio Grondona                   | 1998 | Argentina       |                           |
| Vyacheslav Koloskov              | 1998 | Rusia           |                           |
| Bert Millichip                   | 1998 | Inglaterra      |                           |
| Guillermo Cañedo de la Bárcena   | 1998 | México          |                           |
| Abilio d'Almeida                 | 2000 | Brasil          |                           |
| Josep Lluís Núñez                | 2000 | España          |                           |
| Nabon Noor                       | 2000 | Indonesia       |                           |
| Azrikam Miltchan                 | 2000 | Israel          |                           |
| Horace Burrell                   | 2000 | Jamaica         |                           |
| Faisal bin Fahd                  | 2000 | Arabia Saudita  |                           |
| Etubom Oyo Orok Oyo              | 2000 | Nigeria         |                           |
| Nikita Simonyan                  | 2000 | Rusia           |                           |
| Juan Antonio Samaranch           | 2001 | España          |                           |
| José Ermírio de Moraes Filho     | 2002 | Brasil          |                           |
| Jim Fleming                      | 2002 | Canadá          |                           |
| Mohamed Khalil El Deeb           | 2002 | Egipto          |                           |
| Santiago Bernabéu                | 2002 | España          |                           |
| Miljan Miljanić                  | 2002 | Serbia          |                           |
| Hans Ernst Bangerter             | 2002 | Suiza           |                           |
| René Hüssy                       | 2002 | Suiza           |                           |
| Miljan Miljanić*                 | 2002 | Serbia          |                           |
| Johnny Warren                    | 2004 | Australia       | Premio Centenario en 2004 |
| João Havelange                   | 2004 | Brasil          | Premio Centenario en 2004 |
| Jules Rimet                      | 2004 | Francia         | Premio Centenario en 2004 |
| Fahad Al-Ahmed Al-Jaber Al-Sabah | 2004 | Kuwait          |                           |
| Jan Peters                       | 2006 | Bélgica         |                           |
| Issa Hayatou                     | 2006 | Camerún         |                           |
| Egidius Braun                    | 2006 | Alemania        |                           |
| Oscar Thamar Torres              | 2006 | Guatemala       |                           |
| Saburō Kawabuchi                 | 2006 | Japón           |                           |
| Hamzah Abu Samah                 | 2006 | Malasia         |                           |
| Guyedre Wamedjo                  | 2006 | Nueva Caledonia |                           |
| Per Ravn Omdal                   | 2006 | Noruega         |                           |
| Kazimierz Górski*                | 2006 | Polonia         |                           |
| Aleksei Paramonov                | 2006 | Rusia           |                           |
| Alan Rothenberg                  | 2006 | Estados Unidos  |                           |
| Nicolás Abumohor                 | 2008 | Chile           |                           |
| Zhang Jilong                     | 2008 | China           |                           |
| Isaac David Sasso Sasso          | 2008 | Costa Rica      |                           |
| Nodar Akhalkatsi                 | 2008 | Georgia         |                           |
| Helen Leuthardt-Petermann        | 2008 | Suiza           |                           |
| Leszek Rylski                    | 2009 | Polonia         | Premio Rubí*              |
| Lisle Austin                     | 2010 | Barbados        |                           |
| Holger Obermann                  | 2010 | Alemania        |                           |
| Junji Ogura                      | 2010 | Japón           |                           |
| Molefi Oliphant                  | 2010 | Sudáfrica       |                           |
| Gerhard Mayer-Vorfelder          | 2012 | Alemania        |                           |
| György Szepesi                   | 2012 | Hungría         |                           |
| Ahmad Shah of Pahang             | 2012 | Malasia         |                           |
| Godfried Foli Ekue               | 2012 | Togo            |                           |

(*) En Diamante, Rubí o Esmeralda

### Dirigentes políticos
| Ganador         | Año  | Nacionalidad   |
| Henry Kissinger | 1996 | Estados Unidos |
| Nelson Mandela  | 1998 | Sudáfrica      |

### Federaciones y asociaciones
| Ganador                                  | Año  |
| Confederación Africana de Fútbol         | 2004 |
| Asociación Uruguaya de Fútbol            | 2004 |
| International Football Association Board | 2004 |

### Corporaciones
| Ganador              | Año  | Nacionalidad   | Corporación |
| Douglas Ivester      | 1996 | Estados Unidos | Coca-Cola   |
| Robert Louis-Dreyfus | 1996 | Francia        | Adidas      |
| Adidas               | 2004 | Alemania       | N/A         |
| Coca-Cola            | 2004 | Estados Unidos | N/A         |
| AIPS                 | 2004 | Francia        | N/A         |

### Otros
| Ganador                | Año  |
| Aficionados de Japón   | 2004 |
| Aficionados de Corea   | 2004 |
| Televisión             | 2004 |
| La ciudad de Sheffield | 2004 |